# Persone di nome Tiberio
| Questa pagina contiene informazioni ricavate automaticamente dalle voci biografiche con l'ausilio del template Bio e di un bot. L'aggiornamento è periodico e automatico e ricostruisce completamente la pagina. Se manca una persona in questa lista, sei pregato di non aggiungerla, ma accertati piuttosto che la sua voce biografica contenga il template Bio e che i dati anagrafici siano correttamente compilati. Se il template Bio manca, inseriscilo tu stesso o, in alternativa, metti l'avviso {{tmp\|Bio}} che ne segnala la mancanza. Se i dati riportati sono sbagliati, correggi direttamente la voce biografica; le modifiche saranno visibili in questa lista entro pochi giorni. Per chiarimenti vedi il progetto antroponimi. La lista contiene solo le 77 persone che sono citate nell'enciclopedia e per le quali è stato implementato correttamente il template Bio. Pagina aggiornata al 22 lug 2025. |

Questa è una lista di persone presenti nell'enciclopedia che hanno il nome Tiberio, suddivise per attività principale.

## Arcivescovi cattolici(1)
- Tiberio Borghesi, arcivescovo cattolico italiano (Siena, n. 1720 - Siena, † 1792)

## Astrologi(2)
- Tiberio Claudio Balbillo, astrologo romano (Alessandria d'Egitto, n. 20 - Roma, † 79)
- Trasillo di Mende, astrologo e grammatico greco antico (Mende - † 36)

## Attori(1)
- Tiberio Murgia, attore italiano (Oristano, n. 1929 - Tolfa, † 2010)

## Attori teatrali(1)
- Tiberio Fiorilli, attore teatrale italiano (Napoli, n. 1608 - Parigi, † 1694)

## Calciatori(1)
- Tiberio Guarente, ex calciatore italiano (Pisa, n. 1985)

## Cardinali(3)
- Tiberio Cenci, cardinale e vescovo cattolico italiano (Roma, n. 1581 - Jesi, † 1653)
- Tiberio Crispo, cardinale e vescovo cattolico italiano (Roma, n. 1498 - Sutri, † 1566)
- Tiberio Muti, cardinale e vescovo cattolico italiano (Roma, n. 1574 - Viterbo, † 1636)

## Filosofi(1)
- Tiberio Rosselli, filosofo italiano (Gimigliano - Africa)

## Fumettisti(1)
- Tiberio Colantuoni, fumettista italiano (Roma, n. 1935 - Cerano d'Intelvi, † 2007)

## Funzionari(2)
- Tiberio Pacca, funzionario italiano (Benevento, n. 1786 - Napoli, † 1837)
- Tiberio Claudio Epafrodito, funzionario romano

## Generali(1)
- Tiberio Sempronio Longo, generale romano († 210 a.C.)

## Giornalisti(1)
- Tiberio Timperi, giornalista, conduttore radiofonico e conduttore televisivo italiano (Roma, n. 1964)

## Giuristi(1)
- Tiberio Deciani, giurista e avvocato italiano (Udine, n. 1509 - Padova, † 1582)

## Imperatori(3)
- Claudio, imperatore romano (Lugdunum, n. 10 a.C. - Roma, † 54)
- Tiberio II Costantino, imperatore romano (Tracia - Costantinopoli, † 582)
- Tiberio III, imperatore bizantino (Costantinopoli, † 706)

## Letterati(2)
- Tiberio Alfarano, letterato, storico dell'arte e presbitero italiano (Gerace, n. 1525 - Roma, † 1596)
- Tiberio Gambaruti, letterato italiano (Alessandria, n. 1571 - † 1623)

## Medici(1)
- Tiberio Evoli, medico e politico italiano (Melito di Porto Salvo, n. 1872 - Melito di Porto Salvo, † 1967)

## Militari(7)
- Tiberio Carafa, militare e letterato italiano (Chiusano di San Domenico, n. 1669 - Vienna, † 1742)
- Tiberio Claudio Liviano, militare e prefetto romano
- Tiberio Claudio Massimo, militare romano († 117)
- Tiberio Sempronio Gracco, militare e politico romano (n. 220 a.C. - † 154 a.C.)
- Tiberio Giulio Abdes Pantera, militare romano (Sidone, n. 22 a.C. - Bingium, † 40)
- Tiberio, militare e imperatore romano (Roma, n. 42 a.C. - Miseno, † 37)
- Tiberio Giulio Aspurgo, militare e sovrano († 38)

## Nobili(6)
- Tiberio Giulio Alessandro Maggiore, nobile ebreo antico (Alessandria d'Egitto - † 69)
- Tiberio Carafa, I duca di Nocera, nobile italiano (Nocera dei Pagani, † 1527)
- Claudio Druso, nobile romano (Roma - Pompei, † 27)
- Tiberio Claudio Cesare Britannico, nobile romano (Roma, n. 41 - Roma, † 55)
- Tiberio Gemello, nobile romano (n. 19 - † 38)
- Tiberio, nobile bizantino (Bulgaria,, n. 705 - Costantinopoli, † 711)

## Patrioti(1)
- Tiberio Sergardi, patriota e politico italiano (Castello di Fosini, n. 1816 - Siena, † 1886)

## Pittori(3)
- Tiberio Billò, pittore italiano
- Tiberio d'Assisi, pittore italiano (Assisi - † 1524)
- Tiberio Titi, pittore italiano (Firenze, n. 1578 - Firenze, † 1637)

## Poeti(1)
- Silio Italico, poeta, avvocato e politico romano (Campania, † 101)

## Politici(20)
- Tiberio Giulio Alessandro, politico e generale romano
- Tiberio Giulio Aquila Polemeano, politico romano
- Tiberio Berardi, politico italiano (Perugia, n. 1815 - Perugia, † 1890)
- Tiberio Claudio Candido, politico, senatore e militare romano
- Tiberio Claudio Nerone, politico e militare romano (Roma - Roma, † 33 a.C.)
- Tiberio Claudio Nerone, politico romano
- Tiberio Coruncanio, politico e religioso romano
- Tiberio De Blasio Di Palizzi, politico italiano (Reggio Calabria, n. 1827 - Reggio Calabria, † 1873)
- Tiberio Emilio Mamercino, politico e militare romano
- Tiberio Emilio Mamercino, politico e generale romano
- Tiberio Manilio Fusco, politico romano
- Tiberio Giulio Celso Polemeano, politico romano (n. 45 - † 120)
- Tiberio Sempronio Gracco, politico romano (Roma, n. 163 a.C. - Roma, † 132 a.C.)
- Tiberio Minucio Augurino, politico e generale romano
- Tiberio Sempronio Gracco, politico romano
- Tiberio Sempronio Gracco, politico romano (Campi Veteres, † 212 a.C.)
- Tiberio Sempronio Longo, politico romano († 174 a.C.)
- Tiberio Claudio Severo Proculo, politico romano
- Tiberio Claudio Pompeiano, politico e generale romano (Antiochia di Siria - Roma)
- Tiberio Giulio Pollieno Auspice, politico e militare romano

## Principi(1)
- Cogidubno, principe britanno

## Rapper(1)
- Fasma, rapper e cantautore italiano (Roma, n. 1996)

## Religiosi(1)
- Tiberio Cerasi, religioso e banchiere italiano (Roma, n. 1544 - Frascati, † 1601)

## Scrittori(1)
- Tiberio Claudio Donato, scrittore romano (Roma)

## Scultori(1)
- Tiberio Calcagni, scultore e architetto italiano (Firenze, n. 1532 - Roma, † 1565)

## Senatori(5)
- Tiberio Pollenio Armenio Peregrino, senatore romano
- Tiberio Giulio Candido Mario Celso, senatore romano
- Tiberio Claudio Quinziano, senatore e politico romano
- Tiberio Veturio Calvino, senatore romano
- Tiberio Plauzio Silvano Eliano, senatore, generale e sacerdote romano

## Sovrani(2)
- Tiberio Giulio Mitridate, sovrano (Roma, † 69)
- Tiberio Giulio Coti I, sovrano

## Vescovi cattolici(2)
- Tiberio Carafa, vescovo cattolico italiano (Cassano all'Ionio, † 1588)
- Tiberio della Torre, vescovo cattolico italiano (Brescia, † 1333)

## Senza attività specificata(3)
- Narciso, romano († 54)
- Pacaziano, romano
- Tiberio d'Agde, romano (Agde, † 303)